# 카사풀라
카사풀라(이탈리아어: Casapulla)는 이탈리아 캄파니아주 카세르타도에 있는 코무네이다. 나폴리에서 북쪽으로 25km 거리에 있고 카세르타와는 서쪽으로 4km거리에 있다.